# Supermarine S.4
Supermarine S.4 là một loại thủy phi cơ đua một chỗ của Anh trong thập niên 1920. Do hãng Supermarine chế tạo nhằm giành chiến thắng trong cuộc đua Schneider Trophy năm 1925. Nó gặp tai nạn và bị phá hủy trước khi cuộc đua bắt đầu.

## Tính năng kỹ chiến thuật
Dữ liệu lấy từ Supermarine Aircraft since 1914 
Đặc điểm tổng quát
- Tổ lái: 1
- Chiều dài: 26 ft 7¾ in (8,12 m)
- Sải cánh: 30 ft 7½ in (9,33 m)
- Chiều cao: 11 ft 8½ in (3,57 m)
- Diện tích cánh: 139 ft² (12,9 m²)
- Trọng lượng rỗng: 2.600 lb (1.179 kg)
- Trọng lượng có tải: 3.191 lb (1.447 kg)
- Động cơ: 1 × Napier Lion VII, 680 hp (507 kW)

 Hiệu suất bay 
- Vận tốc cực đại: 239 mph [2] (208 kn, 385 km/h)
- Tải trên cánh: 23 lb/ft² (112 kg/m²)
- Công suất/trọng lượng: 0,21 hp/lb (0,35 kW/kg)